# Maddly Bamy
Maddly Bamy, née en 1943 à Pointe-à-Pitre en Guadeloupe, est une danseuse, écrivaine et actrice française. Elle a fait partie de la formation de Claude François, « les Claudettes » et a eu pour compagnons Alain Delon et Jacques Brel.

## Biographie
Durant son enfance Maddly Bamy vit à Paris avec sa famille ; elle a pour frère le chanteur Erick Bamy. Elle s’oriente vers la danse et le cinéma. Proche de la famille Légitimus, elle et son frère Erick interviennent régulièrement dans les émissions de Gésip Légitimus, notamment dans Pulsations, en tant que danseurs et chanteurs. Elle a joué dans le téléfilm de Jean-Christophe Averty, Les Verts Pâturages, en 1964, en compagnie de Med Hondo, Darling, Théo et Gésip Légitimus. 
À partir de l'année 1968, elle est l'une des quatre Claudettes accompagnant Claude François avant de devenir progressivement leur capitaine de chorégraphie.

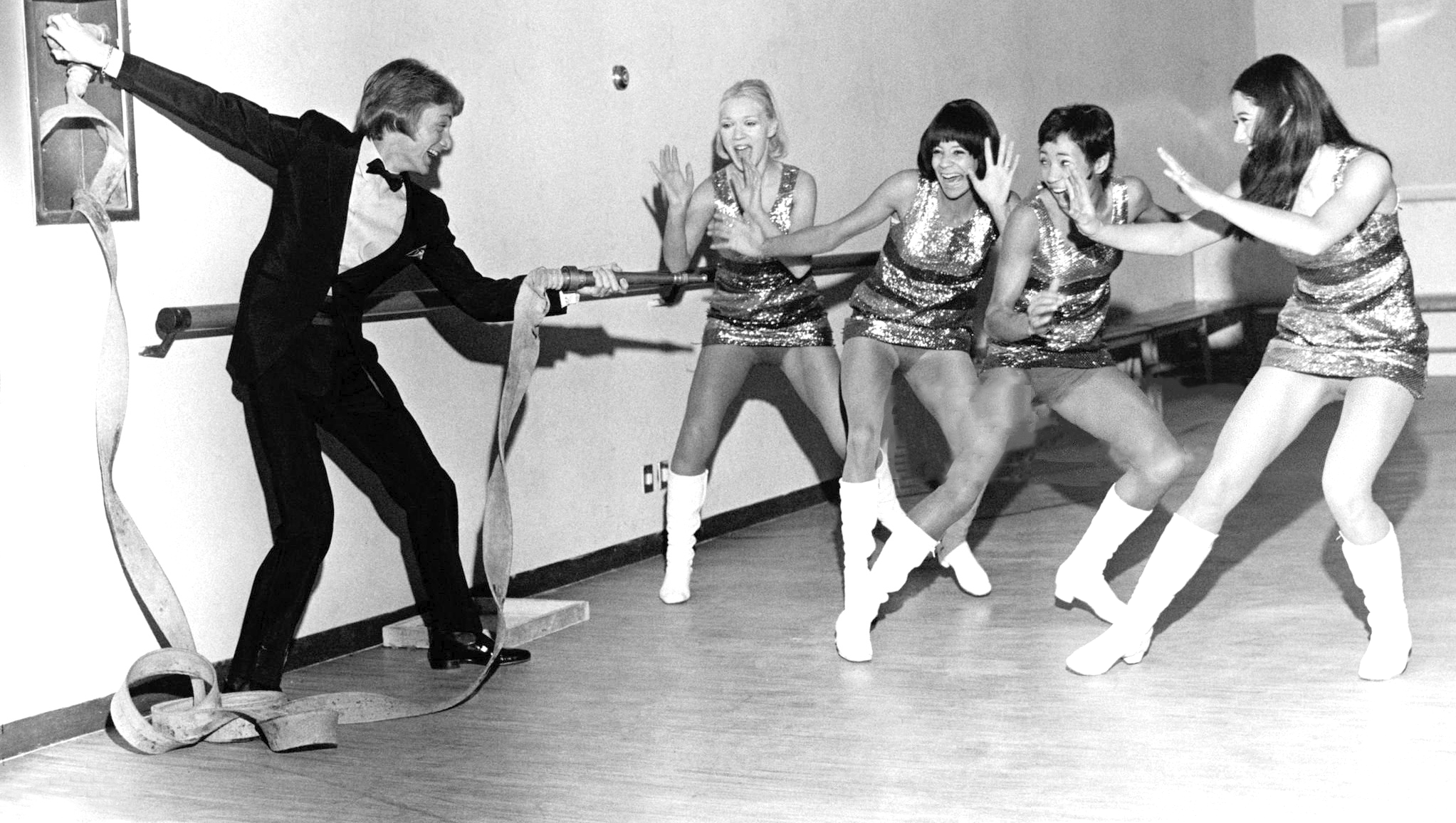
À Milan en 1969, Claude François et les Claudettes Lydia Baronian, Nelly Bamy, Maddly Bamy et Peggy Thi-Kim-Lan Nguyen.

Comme actrice, elle fait des apparitions dans plusieurs téléfilms et longs-métrages. En 1968, elle tourne notamment dans le film La Piscine et a une liaison avec l'acteur principal Alain Delon, lequel partage sa vie avec Mireille Darc ; une relation à trois s'engage alors, à la demande de l'acteur.

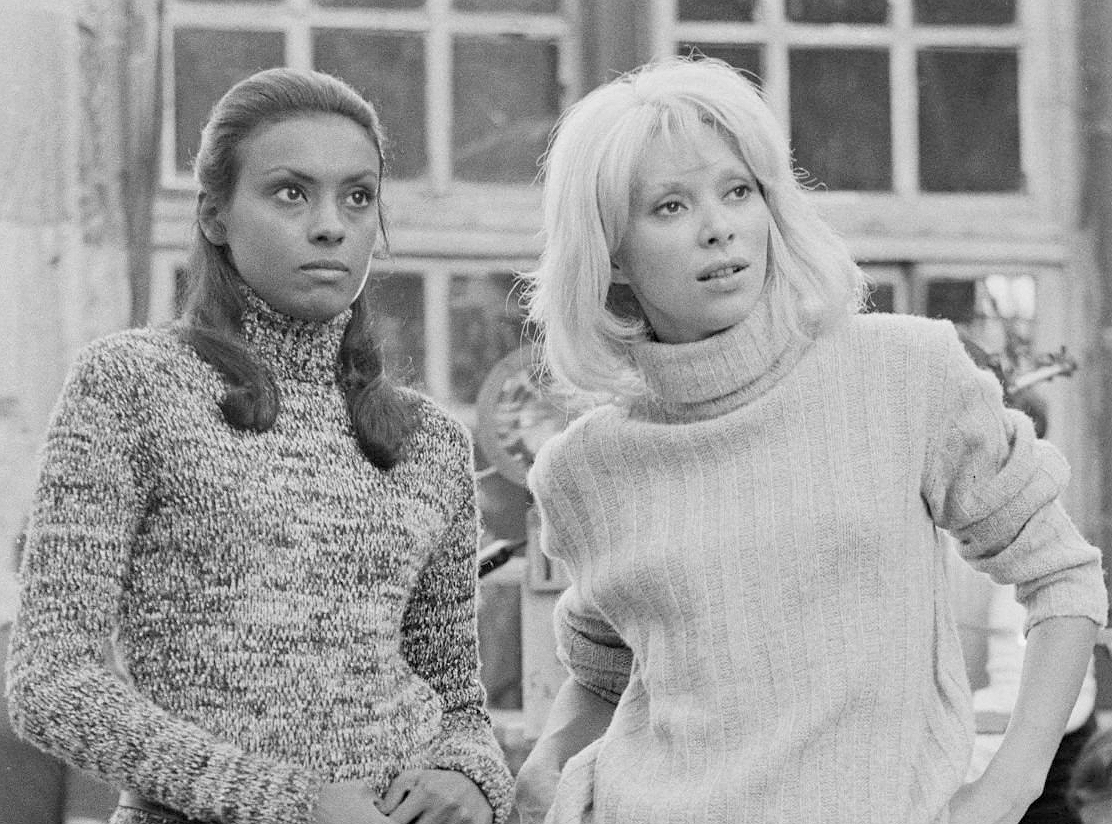
Incarnant Maddly, compagne d'Alain Delon dans la vraie vie, l'actrice Jane Davenport aux côtés de sa seconde maîtresse Mireille Darc en 1969, sur le tournage du film Madly en Italie.

Un film intitulé Madly, scénarisé par Mireille Darc avec, dans les rôles principaux, elle-même et Alain Delon, s'inspire directement de cette relation à trois : la véritable Maddly y tient un rôle secondaire et le personnage qu'elle inspire est toutefois interprété par l'actrice américaine Jane Davenport.
En 1971, sur le tournage de L'aventure c'est l'aventure de Claude Lelouch où elle joue le rôle d'une touriste nautique, elle fait la connaissance de Jacques Brel qui devient son compagnon.
En juillet 1974, Brel et Maddly partent pour un tour du monde, à bord de l’Askoy II. Cependant, après un long périple, ils se fixent à Hiva ʻOa, aux îles Marquises. Elle vit avec Jacques Brel jusqu'à la mort de ce dernier, en octobre 1978.
Elle a signé dix ouvrages, dont plusieurs livres biographiques consacrés à Jacques Brel.

## Famille
Madly est la cadette d'une famille guadeloupéenne composée de cinq enfants, deux garçons et trois filles. Après avoir quitté les Claudettes, sa sœur aînée Evelyne est parolière puis quitte le métier et son époux Mbida Douglas est musicien et ancien membre du groupe Kassav’. Nelly, la benjamine, travaille dans le domaine de la culture, notamment à la Cité de la Musique à Paris. Son frère Érick Bamy est chanteur, choriste de Johnny Hallyday pendant vingt-cinq ans, puis en 2012, devient l'un des membres du trio vocal Les Soul men. Il meurt le 27 novembre 2014 des suites d'un cancer foudroyant, trois jours avant son soixante-cinquième anniversaire.
Maddly signe avec Érick le livre intitulé Deux enfants du soleil pour deux monstres sacrés.

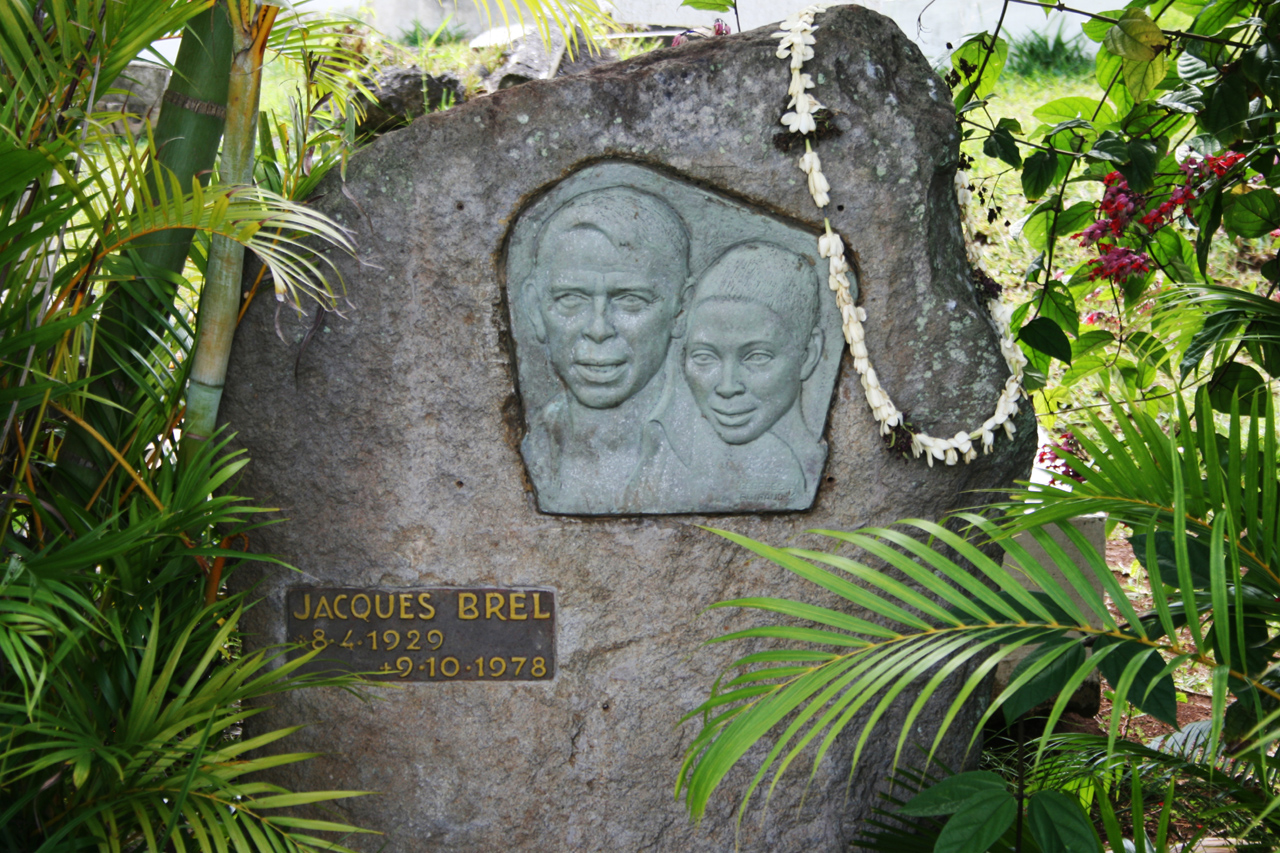
Tombe de Jacques Brel à Atuona, à l'effigie du chanteur et de Maddly.

## Filmographie

### Cinéma
- 1966 : L'Or et le Plomb d'Alain Cuniot : Une invitée au dîner
- 1969 : La Piscine de Jacques Deray : La mulâtre qui danse
- 1969 : L'Amour fou de Jacques Rivette : Maddly-Cephise
- 1970 : Madly de Roger Kahane : Madly
- 1971 : Boulevard du rhum de Robert Enrico : Une amie de Cornelius
- 1972 : L'aventure c'est l'aventure de Claude Lelouch : Antigia Girl
- 1973 : Le Gang des otages d'Édouard Molinaro : La Martiniquaise

### Télévision
- 1964 : Les Verts Pâturages de Jean-Christophe Averty (Téléfilm) : Ève
- 1965 : L'école de la médisance de François Gir (Téléfilm) : Une femme de chambre
- 1967 : Les Cinq Dernières Minutes de Guy Lessertisseur (Série TV) : Emmanuelle
- 1973 : La vie rêvée de Vincent Scotto de Jean-Christophe Averty : Joséphine Baker

## Publications
- Tu leur diras, éditions du Grésivaudan, 1981, éditions Fixot, 1998.
- Le jour qui revient, éditions Yva Peyret, 1988.
- Fleur d'amour, 1992.
- La Parole de Jacques Brel, 1998.
- La Rivière sans rives, Flammarion, 2000.
- La Gymnastique énergétique (Majim), éditions du Rocher, 2001.
- Et si la parole de Jacques Brel était vivante ?, éditions du Rocher, 2002.
- Lettre à mon fils que je n’ai pas eu, éditions du Rocher, 2003.
- Deux enfants du soleil pour deux monstres sacrés, Christian Pirot éditeur, 2003.
- De l'amour à vivre, Christian Pirot éditeur, 2006.
- Aimer sans attendre en retour, éditions Michel Lafon, 2016.